# Stańczyk (pictură)
Stańczyk sau Bufonul Stanczyk la știrea căderii orașului Smolensk (în poloneză Stańczyk W Czasie Balu na dworze królowej Bony wobec straconego Smoleńska) este o pictură realizată de Jan Matejko în anul 1862. Acest tablou a fost achiziționat de către Muzeul Național din Varșovia în anul 1924. În timpul celui de al doilea război mondial tabloul a fost furat de către naziști și ulterior confiscat de către Uniunea Sovietică. Pictura a fost retrocedată și s-a întors în Polonia, în jurul anului 1956.
Această pictură este una dintre cele mai faimoase lucrări ale lui Jan Matejko, ea aducându-i celebritatea. Aceasta a fost recunoscută ca fiind una dintre cele mai cunoscute picturi din Muzeul Național din Varșovia, ea făcând parte din „Colecția de picturi poloneze realizate înainte de 1914”. tematica sa principală este contrastul dintre solemnitatea bufonului Stańczyk și agitația plină de viață din fundal. Pictura a dat naștere unei imagini a lui Stańczyk plină de ironie, imagine care a fost percepută și recunoscută de întreaga societate poloneză.

## Stańczyk
Stańczyk este reprezentat în pictura lui Matejko ca o figură masculină care a trăit în perioada de apogeu a puterii economice, culturale și politice poloneze, din timpul Renașterii din Polonia, pe vremea domniei regelui Sigismund I al Poloniei (a domnit între anii 1506 - 1548). Stańczyk a fost o figură populară, el fiind descris în documentele vremii ca un om elocvent, spiritual și inteligent, care satiriza și comenta adeseori despre trecutul, prezentul și viitorul națiunii. Spre deosebire de alți bufoni de la curțile europene, Stańczyk este și a fost totdeauna considerat mai mult decât un simplu artist de comedie, faima și legenda ce-l învăluie au fost foarte puternice în timpul său și s-a bucurat de o adevărată renaștere a personalității sale în secolul al XIX-lea. Celebritatea sa transpare și astăzi prin prezența lui în literatură, teatru și poezie. Aluziile și glumele lui Stańczyk au fost păstrate și transmise mai departe de către scriitori și istorici, printre care Łukasz Górnicki, Jan Kochanowski, Marcin Kromer, și Mikołaj Rej care l-au lăudat pentru lupta în numele adevărului și împotriva ipocriziei.
Despre viața bufonului Stańczyk nu se știe mai nimic, chiar numele fiind o chestiune de dispută.  Sursele contemporane amintesc de bufonii Gaska și Stańczyk. Ambele nume apar în două poeme scurte scrise de către Jan Kochanowski. Numele celor doi bufoni nu sunt niște nume proprii, ci sunt diminutivele cuvintelor „gęś” (de gâscă) și Stanislaw. Toate supozițiile menționate până acum l-au condus pe Aleksander Brückner și pe alți cercetători să creadă că Gaska și  Stańczyk sunt de fapt poreclele aceluiași personaj. O altă ipoteză ar fi că, numele bufonului ar fi fost Stanislaw Gaska, nume tipic polonez, ipoteza necredibilă deoarece proveniența numelui ar fi, mai degrabă de la sfârșitul secolului al XIX-lea, decât din secolul al XV-lea.

## Tematica picturii
Punctul central al picturii îl pune în contrast pe Stańczyk cu agitația plină de efervenscență de pe fundal. Stańczyk este prezentat singur într-o cameră întunecată, în timp ce o adunare găzduită de familia regală este în plină desfășurare în sala vecină. Starea sa psihică este a unui bufon adâncit în gânduri, supărat. Seriozitatea sa este accentuată de accesoriile sale vestimentare și nu numai. Astfel, sceptrul de bufon este aruncat pe podea, în timp ce un medalion sfânt al Madonei Negre de la Częstochowa poate fi văzut pe corpul său. Scrisoarea pare a fi fost aruncată de către un oficial și numai  Stańczyk pare să realizeze semnificația ei, în timp ce conducătorii petrec, sărbătorind victoria recentă de la Orsha, neglijând veștile proaste venite de la Smolensk.  Mîinile împreunate exprimă dezaprobarea deciziilor conducătorilor. Prin fereastra deschisă se poate vedea o cometă ea simbolizând decăderea și decadența.

## Istorie și semnificație
Stańczyk a fost unul din personajele preferate ale lui Jan Matejko și el apare în multe din picturile sale, cum ar fi „Omagiul prusac”. Matejko, oferind bufonului propriile trăsături faciale, a creat imaginea lui Stańczyk, familiară pentru cei mai mulții din polonezii de astăzi. Pictorul l-a reprezentat întotdeauna pe Stańczyk cu o figură îngrijorată, în puternic contrast cu căciula hazoasă cu ciucurei de bufon. Viziunea lui Matejko despre cum ar trebui să arate Stańczyk, a influențat mulți artiști, cum a fost Leon Wyczółkowski. Matejko a folosit propriile trăsături în pictarea portretului lui Stańczyk și o dată cu realizată această operă a început să facă o serie întreagă de picturi prin care analizează și interpretează istoria Poloniei.
Pictura este considerată ca fiind foarte importantă pentru cultura Poloniei, în general. Aceasta a fost descrisă ca fiind una din cele mai cunoscute picturi din Muzeul Național din Varșovia și face parte din „Colecția de picturi poloneze realizate înainte de 1914”. Pictura prezintă un Stańczyk ironic, figură care a fost folosită mai târziu și în alte opere cum ar fi piesa de teatru Nunta a lui Stanisław Wyspiański. Cele mai faimoase picturi ale lui Matejko sunt de obicei de dimensiuni mari, scenele individuale fiind mai puțin obișnuite în opera sa.
Această pictură a fost achiziționată de către Muzeul Național din Varșovia în anul 1924. În timpul celui de al doilea război mondial, ea a fost furată de către naziști, ulterior fiind preluată de către Uniunea Sovietică. Tabloul a fost retrocedat după război și s-a întors în Polonia în jurul anului 1956.